# Château des Champs
Pour l’article homonyme, voir Château des Champs (Guipry).
Le château des Champs est un château fort situé sur la commune de Thiers dans la région Auvergne-Rhône-Alpes.